# حسن عباس شربتلي
حسن عباس شربتلي (1913- 1999)، رجل أعمال سعودي، يعد من أحد أكبر التجار في المملكة العربية السعودية، أسس امبراطورية تجارية في جدة، وتعد اليوم واحدة من أكبر الشركات العائلية العالم العربي، وساهم في تأسيس كيانات تجارية ضخمة كبنك الرياض، سينالكو، ساركو، وشركات عدة تعمل في قطاع العقارات، السيارات، والنقل والتجارة.

## بداياته
ولد حسن عباس الشربتلي في مدينة جدة (غرب  السعودية) عام 1913، من أسرة تجارية حيث كان يعمل والده في امداد الهجر القريبة من البحر والتي كان يستقر فيها الحجاج قبل قدومهم إلى ميناء جدة بالمواد الغذائية ووسائل النقل البدائية. ودرس في كتاتيبها، إلا أنه لم يكمل تعليمه ليلتحق بشقيقه، عبدالله وعلي في التجارة، وهو ابن العاشرة.
وبدأ مع حسن مع شقيقيه الأكبر سناً في استيراد الفاكهة والخضار من مصر والشام والسودان، حتى أسس عمله الخاص في ذات المجال، وأضاف استيراد مواد العطارة بجانب الفواكه والخضروات، واتجه إلى الهند وعدن بالإضافة إلى وجهات أشقائه السابقة. وبنى الشربتلي ثورة من هذه التجارة، ووسع مجالاته التجارية لتشمل مواد البناء من الاسمنت والحديد الذي كان يستورده من أوروبا، واستثمر قطاعات البنوك وتجارة العقار والمواصلات والصحافة والنشر والبريد.

## الحرب العالمية الأولى
عندما اندلعت الحرب العالمية الأولى، أخذ الشربتلي مغامرة تجارية بشراء كميات كبيرة من المواد الغذائية من مصر واليمن، لاعتقاده بتأثر حركة الواردات بالحرب، ليتفاجأ بعدم تأثر الحركة بالشكل الذي كان يتوقعه، ما تسبب في خسارته، حيث وصلت إلى ميناء جدة مراكب بحرية صغيرة محملة بالمواد الغذائية. إلا أن كثير من بضائعه المكدسة في مخازنه، ارتفع سعرها بشكل جنوني، حيث يستدل الشربتلي في مقابلة صحافية إلى ارتفاع سعر ورق السجائر من ريال سعودي إلى 60 ريالاً، ومنها حقق أرباحاً طائلة.

## منحه لقب "وزير دولة فخري"
في عام 1934، منح عبدالعزيز آل سعود، ملك المملكة العربية السعودية، حسن شربتلي لقب "معالي"، كما منحه لقب "وزير دولة فخري"، وهي للمرة الأولى في البلاد.

## الأوشحة
في ستينيات القرن العشرين، عرضت حكومة بنما على حسن شربتلي منحه أعلى وشاح في البلاد وتعيينه قنصلاً فخريًا في الشرق الأوسط، إلا أنه تخلى عن الوشاح ومنصب القنصل إلى ولده إبراهيم بعد أن استشار حكومة بلاده.

## أسرته
لحسن شربتلي 9 أولاد وست بنات، كما أنه تزوج بثلاث سيدات.